# Cases d'en Puig
|  | No s'ha de confondre amb Cal Puig (el Prat de Llobregat). |

Les Cases d'en Puig són un grup de cinc cases del Prat de Llobregat, considerades les més antigues del nucli urbà, juntament amb les cases d'en Janet. Completament transformades, la seva ubicació actual és a la Plaça de l'Agricultura, 4, tocant l'Avinguda Verge de Montserrat. Als anys trenta estaven ubicades en un cantó de l'antic camí de la Bufera. No s'han de confondre amb la masia de Cal Puig de la mateixa localitat. Formen part de l'Inventari del Patrimoni Arquitectònic de Catalunya.

## Arquitectura
És un conjunt de cases de tipus popular, entre mitgeres, amb teulada de teula àrab a dues aigües amb vessant a la façana del tipus que es construïren al Baix Llobregat entre els segles XVIII i XX per als menestrals. És probable que aquest conjunt fos més gran, ja que es veu clarament el lloc per on varen enderrocar per obrir el carrer J. Casanovas. Totes elles de planta baixa i un pis, amb portes d'arc rebaixat i una finestra, sense balcons. "Les Cases d'en Puig" deu de correspondre al nom popular, car són al mig del carrer Verge de Montserrat i només en el seu espai canvia el carrer de nom. Eren cases senzilles amb planta baixa, primer pis i eixida amb hort. A l'entrada de les cases hi havia un pou artesià. I al centre del seu passatge lateral hi havia un forn de pa comunitari, fet de pedra. Modificades al llarg del temps, actualment es conserven pocs dels elements originaris.

## Història
L'impuls demogràfic del segle xviii anà configurant un nucli de població entorn de l'església, l'hostal i la carnisseria que hi havia en una cruïlla de camins que hom començà a anomenar plaça. Els primers estatges foren les llars dels menestrals i dels jornalers, però tot i així fins al final del segle les cases d'humils no igualaren en nombre a les de pagès. Fou durant el segle xix que anà creixent i eixamplant-se malgrat la pobresa dels jornalers i d'aquesta època deuen ser les cases que configuren el conjunt.
L'any 2001 l'Ajuntament del Prat de Llobregat comprà tres de les cases i modificà completament tota la seva estructura, mantenint la façana. En l'actualitat acullen els Serveis a la Ciutadania dins l'Àrea d'Igualtat i Drets socials del Prat. S'hi poden trobar diversos programes municipals (Dones, Gent Gran, Persones amb discapacitat, Nova ciutadania, Solidaritat i cooperació, Participació, Convivència i civisme, Voluntariat), el Consell de Participació i altres serveis.